# Berthoud Pass
Der Berthoud Pass [ˈbɜrθəd]
ist ein Gebirgspass im Zentrum des US-Bundesstaats Colorado. Der Pass liegt auf der Grenze der Countys Clear Creek County und Grand County und verläuft zwischen den Städten Fraser und Idaho Springs.
Über den Berthoud Pass führt die Kontinentale Wasserscheide.